# Eulithis peloponnesiaca
Eulithis peloponnesiaca is een vlinder uit de familie spanners (Geometridae). De wetenschappelijke naam is voor het eerst geldig gepubliceerd in 1902 door Hans Rebel.
De soort komt voor in Europa.